# Parcul Bordei
Parcul Bordei este un parc din București, amenajat din 1936 pe malul lacului Floreasca, imediat în aval de ecluza de legătură cu Lacul Herăstrău. Îl desparte un pod rutier de Parcul Herăstrău și se întinde pe o suprafață de 3,3 hectare.
În 1980 accesul publicului în parc a fost interzis, fiind declarat zonă de protecție de grad zero, deoarece se afla în apropiere de reședința lui Nicolae Ceaușescu.
În septembrie 2003, parcul a devenit proprietatea omului de afaceri Costică Constanda, care a obținut terenul din Parcul Bordei la schimb pentru alte terenuri pe care le cumpărase de la foștii proprietari.
În iunie 2007, senatorul Marius Marinescu a înaintat Biroului Permanent al Senatului României propunerea legislativă privind declararea de utilitate publică a terenurilor-proprietate a lui Costică Constanda, situate în București, zona "Parcul Bordei". Alături de senatorul Marius Marinescu, inițiatorul legii, au semnat, în calitate de co-inițiatori, și senatorii Ion Iliescu, fost președinte al României, și Nicolae Văcăroiu, fost premier al României, președintele Senatului la acea orǎ. Un an mai târziu, propunerea legislativă a fost adoptată și de Camera Deputaților, apoi promulgată de președintele României și publicată în Monitorul Oficial, devenind Legea nr.170/2008 privind declararea de utilitate publică a terenurilor situate în București, zona "Parcul Bordei".
În martie 2008, consilierii generali ai Primăriei Capitalei au aprobat proiectul de hotărâre care prevede trecerea terenului în suprafață de 2,8 hectare din domeniul privat în cel public și intrarea sa în administrarea Direcției Lacuri, Parcuri și Agrement.